# Interalliierte Militär-Kontrollkommission
Die Interalliierte Militär-Kontrollkommission, kurz IMKK, französisch Commission militaire interalliée de contrôle (CMIC), englisch Military Inter-Allied Commission of Control, war eines der drei Kontrollgremien der Siegermächte des Ersten Weltkrieges, welches die Einhaltung der Bestimmungen des Versailler Friedensvertrags durch Deutschland überwachte. Sie wurde bereits Ende 1919 eingerichtet. Für die Zusammenarbeit mit der IMKK schuf die deutsche Seite die Heeresfriedenskommission beim Reichswehrministerium, die eine ähnliche Struktur aufwies. Komplettiert wurde die militärische Kontrolle der Alliierten durch die Naval Inter-Allied Commission of Control (NIACC) für die Marine und die Interalliierte Luftfahrt-Überwachungs-Kommission (ILÜK) für die Luftstreitkräfte.

## Vertragliche Grundlagen
Grundlage für die Arbeit der Kommission waren die Artikel 203–210 des Vertrags. Die Dauer der Tätigkeit war in Artikel 203 festgelegt, der nochmals in Artikel 10 konkretisiert wurde. Faktisch bestimmte letzterer eine unbegrenzte zeitliche Ausdehnung der Kontrolltätigkeit.

## Leitung
Vorsitzender der Kommission wurde der französische General Charles Nollet. Als Nollet 1925 auf den Posten des französischen Kriegsministers berufen wurde, übernahm der französische General Camille Walch am 1. Juli 1924, als sein Nachfolger diese Aufgaben und blieb bis 31. Januar 1927 im Amt. Richard von Pawelsz vertrat das Deutsche Reich als Reichskommissar.
Als Anlauf-, Kontakt- und Kommunikationsbüro auf deutscher Seite wurde zeitnah die sogenannte Hauptverbindungsstelle eingerichtet. Hierüber erfolgten zum Teil organisatorische, logistische und informelle Abstimmungen durch die einzelnen Arbeitsbereiche der IMKK. Den Vorsitz hatte hier ab 1920 Generalleutnant a. D. August von Cramon. Ein Großteil der von den einzelnen Kontrollgruppen erstellte Berichterstattung sowie die sich daraus ergebenden Schlussfolgerungen zur Einhaltung der Vertragsbestimmungen wurden über dieses Büro an die zuständigen Stellen der Weimarer Republik weitergeleitet.

## Strukturen und Aufgaben
Die IMKK teilte sich in drei Unterkommissionen auf:
- die Unterkommission für Munition, Bewaffnung und Material in Berlin. Diese kontrollierte die Ausführung der Artikel 164–172, 180, 195 §§ 1 und 196 §§ 2 und 3 des Vertrags. Die Leitung hatte ein britischer General inne.
- die Unterkommission für Stärken, Rekrutierung und militärische Ausbildung in Berlin, geleitet von einem französischen General. Sie überwachte die Ausführung der Bestimmungen der Artikel 159–163 sowie 173–178.
- die Unterkommission für Befestigungen, aufgeteilt in zwei Bereiche: Festungen, die erhalten bleiben sollten sowie jene, die entfestigt werden mussten. Erste saß ebenfalls in Berlin, letztere in Kiel bzw. Mainz. Sie überwachte die Ausführung der Artikel 180, 195 § 1 und 196 §§ 2  und 3.[3]

Federführend in dem Gremium waren Frankreich und Belgien, die neben dem Vereinigten Königreich den größten Anteil an der Kontrolle hatten. Daneben waren noch Japan (unter der Leitung von Furuya Kiyoshi) und Italien vertreten. Die USA waren nicht an der Überwachung beteiligt, da sie den Versailler Vertrag nicht ratifiziert hatten.
Die Überwachung dieser und weiterer das Militär (beispielsweise die Begrenzung des Heeres der Reichswehr auf 100.000 Mann) und die Rüstung betreffende Bestimmungen oblag der Interalliierten Militär-Kontrollkommission. Dies schloss unter anderem die Schleifungen der Festungen entlang der Rheinlinie (Köln, Koblenz, Mainz, Germersheim, Rastatt, Kehl) ein, welche von der Unterkommission für Befestigung überwacht wurde. Dazu nahm sie Inspektionen deutscher Militäreinrichtungen vor und berichtete hierüber den alliierten Regierungen. Für die Kosten der Kontrolle hatte das Deutsche Reich aufzukommen.
Zur Durchsetzung der Interessen der Industrie gegenüber der IMKK wurde 1920 die Gefia gegründet. 1941 führte Krupp rückschauend aus:

„Selbst die alliierten Schnüffelkommissionen ließen sich täuschen. Vorhängeschlösser, Milchkannen, Registrierkassen, Gleisstopfmaschinen u.ä. 'Kleinkram' schienen nun wirklich unverdächtig, und auch Lokomotiven und Kraftwagen wirkten durchaus 'zivil'. Nach der Machtübernahme durch Adolf Hitler hatte ich die Genugtuung, dem Führer melden zu können, daß Krupp nach geringer Anlauffrist für die Wiederwehrhaftmachung des deutschen Volkes ohne Lücken in seinen Erfahrungen bereit stehe“

Die auf deutscher Seite korrespondierende Heeresfriedenskommission war dem Truppenamt angegliedert und bearbeitete die das Reichswehrministerium berührenden Fragen der Friedensbedingungen. Ihre Organisation orientierte sich weitgehend am Aufbau der IMKK. Neben der Hauptverbindungsstelle mit Sitz in Berlin, die mit dem Büro des Präsidiums der IMKK korrespondierte, gab es deutsche Verbindungsstellen der Heeresfriedenskommission an allen Standorten der IMKK-Distriktskommissionen. Zum ersten Leiter der deutschen Heeresfriedenskommission, der die Vertreter der IMKK Anfang 1920 in Berlin empfing, wurde der Militärdiplomat Generalleutnant August von Cramon eingesetzt. Sein Nachfolger als Chef der Kommission wurde Oberstleutnant Theodor Michelis.

## Ende der Tätigkeit
Aufgrund des Pariser Abkommens vom 31. Januar 1927, der Vereinbarung über die deutschen Grenzbefestigungen, als Zusatz zum Versailler Vertrag stellte die IMKK zum 1. Februar 1927 ihre Arbeit ein, nachdem die Rüstungskontrolle in Deutschland nun dem Völkerbund oblag, dem das Deutsche Reich am 10. September 1926 nach Unterzeichnung der Verträge von Locarno beigetreten war. Neben den Tätigkeiten, welche der Öffentlichkeit verborgen blieben wie z. B. der Reichswehrorganisation oder der Reduktion der deutschen Polizei zeigt sich der Erfolg der Kommission an messbaren Zahlen. In der Zeit ihrer Tätigkeit führte die Kommission 33.381 Kontrollen durch, was etwa 28 Einsätzen pro Tag entspricht. „Unter ihrer Aufsicht waren rund 6 Millionen Gewehre und Karabiner, 105.000 Maschinengewehre, 28.470 Minenwerfer und Rohre, 54.887 Geschütze und Rohre, 38.750.000 Geschosse, 490 Millionen Stück Handwaffenmunition zerstört worden, sowie unter anderem 14.014 Flugzeuge, 27.757 Flugzeugmotoren, 31 Panzerzüge, 59 Tanks.“ Die Zerstörung des Kriegsgeräts übernahmen die Deutschen, während die alliierten Kontrolloffiziere diese überwachten. Alle Festungen entlang der Rheinlinie wurden in großen Teilen zerstört. Der 34-bändige Abschlussbericht der IMKK blieb beim Völkerbund in Genf.
Zwei Jahre nach Abzug der betreffenden Kontrollinstanzen auf deutschem Territorium und die Auflösung der dazu auch auf deutscher Seite geschaffenen Strukturen veröffentlichte der erste Präsident der Hauptverbindungsstelle von Cramon gemeinsam mit dem Historiker Vivian Stranders (1881–1959) ein Buch über die Tätigkeit der alliierten Kontrollkommission aus seiner sehr persönlichen Sicht. Es erschien 1929 im Mittler-Verlag Berlin und trug den Titel: „Die Wirtschaftsspionage der Entente dargestellt am Wesen und Treiben der Kontrollkommissionen“.